# Table de primitives
Le calcul d'une primitive d'une fonction est l'une des deux opérations de base de l'analyse et comme cette opération est délicate à effectuer, à l'inverse de la dérivation, des tables de primitives connues sont souvent utiles.
Nous savons qu'une fonction continue sur un intervalle admet une infinité de primitives et que ces primitives diffèrent d'une constante ; nous désignons par C une constante arbitraire qui peut seulement être déterminée si nous connaissons la valeur de la primitive en un point. 
{\displaystyle \int f(x)\,\mathrm {d} x} — appelé intégrale indéfinie de f — désigne l'ensemble de toutes les primitives d'une fonction f à une constante additive près.

## Règles générales d'intégration
- Linéarité :
{\displaystyle \int \left({\color {Blue}a}\,{\color {Blue}f(x)}+{\color {blue}b}\,{\color {blue}g(x)}\right)\mathrm {d} x={\color {Blue}a}\int {\color {Blue}f(x)}\,\mathrm {d} x+{\color {Blue}b}\int {\color {Blue}g(x)}\,\mathrm {d} x}
- relation de Chasles :
{\displaystyle \int _{a}^{c}f(x)\,\mathrm {d} x=\int _{a}^{\color {blue}b}f(x)\,\mathrm {d} x+\int _{\color {blue}b}^{c}f(x)\,\mathrm {d} x}
et en particulier :
{\displaystyle \int _{\color {blue}a}^{\color {blue}b}f(x)\,\mathrm {d} x={\color {blue}-}\int _{\color {blue}b}^{\color {blue}a}f(x)\,\mathrm {d} x}
- intégration par parties :
{\displaystyle \int {\color {Blue}f(x)}\,{\color {blue}g'(x)}\,\mathrm {d} x=[{\color {Blue}f(x)}\,{\color {Blue}g(x)}]-\int {\color {Blue}f'(x)}\,{\color {blue}g(x)}\,\mathrm {d} x}
moyen mnémotechnique :
{\displaystyle \int {\color {Blue}u}{\color {blue}v'}=[{\color {Blue}u}{\color {Blue}v}]\ -\int {\color {Blue}u'}{\color {blue}v}}

avec {\displaystyle u=f(x),~u'=f'(x),~v=g(x),~v'=g'(x)} et dx implicite.
- intégration par changement de variable (si f et φ'  sont continues) :
{\displaystyle \int _{a}^{b}f({\color {Blue}\varphi (t)})\,{\color {Blue}\varphi '(t)}\,\mathrm {d} {\color {Blue}t}=\int _{\color {blue}\varphi (a)}^{\color {blue}\varphi (b)}f({\color {Blue}x})\,\mathrm {d} {\color {Blue}x}}.

## Primitives de fonctions simples
{\displaystyle \int \,\mathrm {d} x=C\qquad \forall x\in \mathbb {R} }

### Primitives de fonctions rationnelles
{\displaystyle \int x^{n}\,\mathrm {d} x={\frac {x^{n+1}}{n+1}}+C\qquad {\text{ si }}n\neq -1}
{\displaystyle \int {\frac {1}{x}}\,\mathrm {d} x=\ln \left|x\right|+C\qquad {\text{ si }}x\neq 0}
{\displaystyle \int {\frac {1}{x-a}}\,\mathrm {d} x=\ln |x-a|+C\qquad {\text{ si }}x\neq a}
{\displaystyle \int {\frac {1}{(x-a)^{n}}}\,\mathrm {d} x=-{\frac {1}{(n-1)(x-a)^{n-1}}}+C\qquad {\text{ si }}n\neq 1{\text{ et }}x\neq a}
{\displaystyle \int {\frac {1}{1+x^{2}}}\,\mathrm {d} x=\operatorname {arctan} x+C\qquad \forall x\in \mathbb {R} }
{\displaystyle \int {\frac {1}{a^{2}+x^{2}}}\,\mathrm {d} x={\frac {1}{a}}\operatorname {arctan} {\frac {x}{a}}+C\qquad {\text{ si }}a\neq 0}
{\displaystyle \int {\frac {1}{1-x^{2}}}\,\mathrm {d} x={\frac {1}{2}}\ln {\left|{\frac {x+1}{x-1}}\right|}+C={\begin{cases}\operatorname {artanh} x+C&{\text{ sur }}]-1,1[\\\operatorname {arcoth} x+C&{\text{ sur }}]-\infty ,-1[{\text{ et sur }}]1,+\infty [.\end{cases}}}

### Primitives de fonctions logarithmes
{\displaystyle \forall x\in \mathbb {R} _{+}^{*}}
{\displaystyle \int \ln x\,\mathrm {d} x=x\ln x-x+C}
Plus généralement, une primitive n-ième de {\displaystyle \ln } est :
{\displaystyle {\frac {x^{n}}{n!}}\left(\ln x-\sum _{k=1}^{n}{\frac {1}{k}}\right)}.

### Primitives de fonctions exponentielles
{\displaystyle \forall x\in \mathbb {R} }
{\displaystyle \int e^{ax}\,dx={\frac {1}{a}}e^{ax}+C}
{\displaystyle \int f'(x)e^{f(x)}\,dx=e^{f(x)}+C}
{\displaystyle \int a^{x}\,\mathrm {d} x={\frac {a^{x}}{\ln a}}+C\qquad {\text{ si }}a>0}  et a ≠ 1 car ln(1) = 0.

### Primitives de fonctions irrationnelles
{\displaystyle \forall x\in \mathbb {R} \setminus \{-1,1\}}
{\displaystyle \int {1 \over {\sqrt {1-x^{2}}}}\,\mathrm {d} x=\operatorname {arcsin} x+C}
{\displaystyle \int {-1 \over {\sqrt {1-x^{2}}}}\,\mathrm {d} x=\operatorname {arccos} x+C}
{\displaystyle \int {x \over {\sqrt {x^{2}-1}}}\,\mathrm {d} x={\sqrt {x^{2}-1}}+C}